# Vega de Poja
Vega de Poja (en asturiano y oficialmente Samartino) es una parroquia del concejo de Siero, en el Principado de Asturias (España). Alberga una población de 1023 habitantes (INE 2023).  Ocupa una extensión de 14,82 km².
Está situada en la zona centro oriental del concejo. Limita al norte con las parroquias de Muñó y La Collada; al este, con la de Narzana, en el concejo de Sariego; al sur, con las de Collado, Marcenado y Pola de Siero; y al oeste, con la de Celles.

## Poblaciones
Según el nomenclátor de 2011 la parroquia está formada por las poblaciones de:
- Aveno (aldea): 124 habitantes.
- La Cabaña (casería): 114 habitantes.
- Careses (aldea): 69 habitantes.
- La Cuesta (lugar): 43 habitantes.
- Llugarín (casería): 87 habitantes.
- Mucó (casería): 118 habitantes.
- Ordiales (aldea): 52 habitantes.
- La Parte (lugar): 22 habitantes.
- El Rayu (lugar): 152 habitantes.
- Vega (casería): 90 habitantes.
- Villanueva (casería): 52 habitantes.
- Villar(lugar): 81 habitantes.